# Nakbe

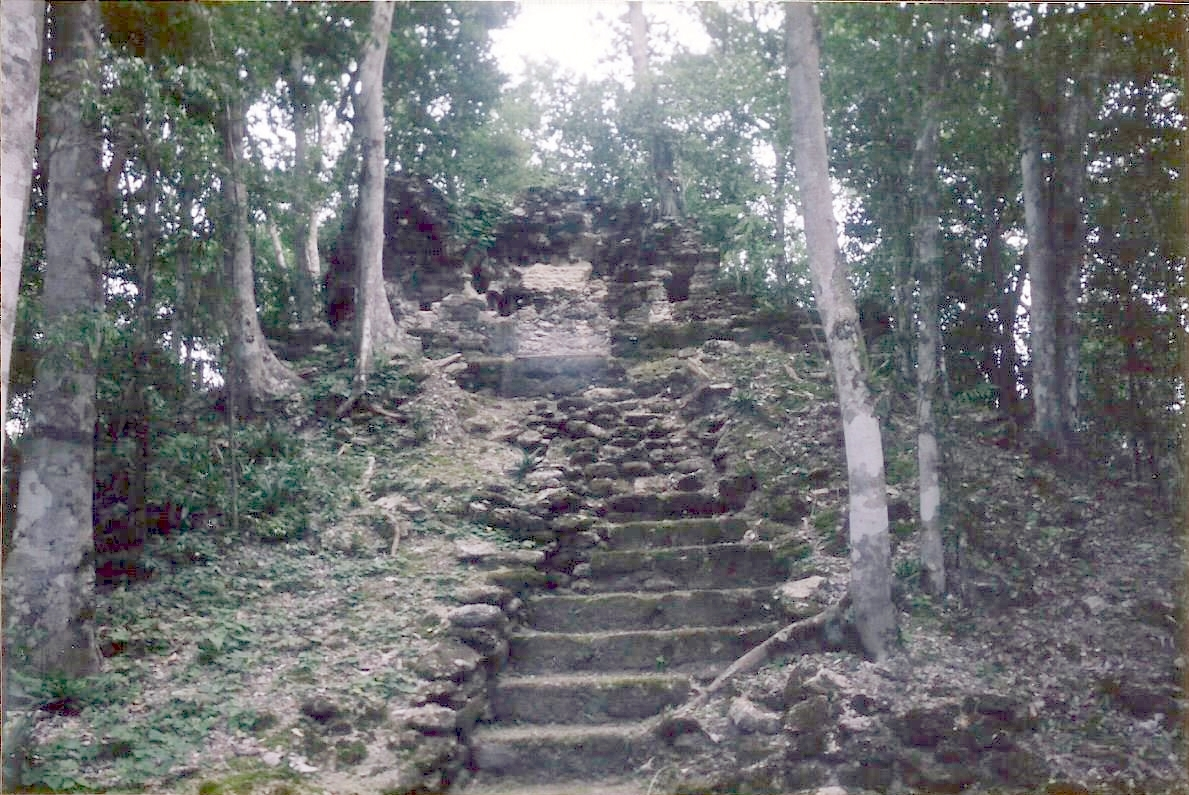
Jedna z piramid

Nakbe – majańskie stanowisko archeologiczne położone w północnej części departamentu Petén w Gwatemali, ok. 13 km na południowy wschód od miasta El Mirador.
Uważane za jeden z najwcześniejszych ośrodków ceremonialnych cywilizacji Majów.

## Opis
Miasto położone jest w niecce Mirador-Calakmul, na wapiennym wzniesieniu. Z trzech stron otoczone było mokradłami i podobnie jak inne ośrodki z tego okresu, jego budynki wzniesiono w układzie liniowym wzdłuż osi wschód-zachód. Największe i najważniejsze struktury ulokowane były w trzech głównych grupach, z których dwie datuje się na najwcześniejszy okres historii miasta (1400–1000 p.n.e.), natomiast trzecią grupę na późny okres klasyczny (600–900 n.e.).
Najważniejsze części miasta były połączone systemem dróg, które z czasem poprowadzono także do innych ośrodków takich jak El Mirador czy Calakmul. Często tworzono je powyżej poziomu gruntu, a składały się z pokruszonego białego kamienia. Stąd też pochodzi ich nazwa, która w języku Majów brzmi sacbé (sac „biały”; bé „droga”) i oznacza „białą drogę”. Są one charakterystyczne dla nizinnych terenów zasiedlanych przez Majów, a te odkryte w Nakbe są prawdopodobnie najstarszymi przykładami, datowanymi na przełom środkowego i późnego okresu preklasycznego.
W okresie świetności Nakbe przypuszczalnie kontrolowało szlaki handlowe ze wschodu na zachód przebiegające u podnóża półwyspu Jukatan. I choć przez kilka stuleci pozostawało dominującą siłą w regionie, to ostatecznie utraciło swoją hegemonię na rzecz El Mirador, a następnie Tikál.
Datowanie radiowęglowe wykazało, że szybki rozwój miasta nastąpił w środkowym okresie preklasycznym, między 1000 a 450 rokiem p.n.e. Natomiast duże budowle kamienne wzniesiono ok. 800–600 roku p.n.e. Były to platformy obłożone grubo ciosanymi kamieniami, wznoszące się na wysokość 2–3 metrów i pokryte tynkami gliniano-wapiennymi. Na szczytach natomiast prawdopodobnie znajdowały się konstrukcje wykonane z nietrwałych materiałów. W późniejszym okresie (ok. 600–400 r. p.n.e.) zaczęto wznosić znacznie większe platformy, których wysokość dochodziła do 18 metrów. W celu nadania im gładkiego wyglądu, kamienie staranniej formowano i układano, a następnie pokrywano stiukiem.
Na początku późnego okresu preklasycznego (300 r. p.n.e.–200 r. n.e.) Nakbe, podobnie jak El Mirador, zaczęło gwałtownie podupadać i zostało w dużej mierze opuszczone. Miasto na krótko zostało ponownie zasiedlone przez niewielkie grupy w późnym okresie klasycznym, ale pod koniec IX wieku zostało ostatecznie opuszczone.

## Główne kompleksy

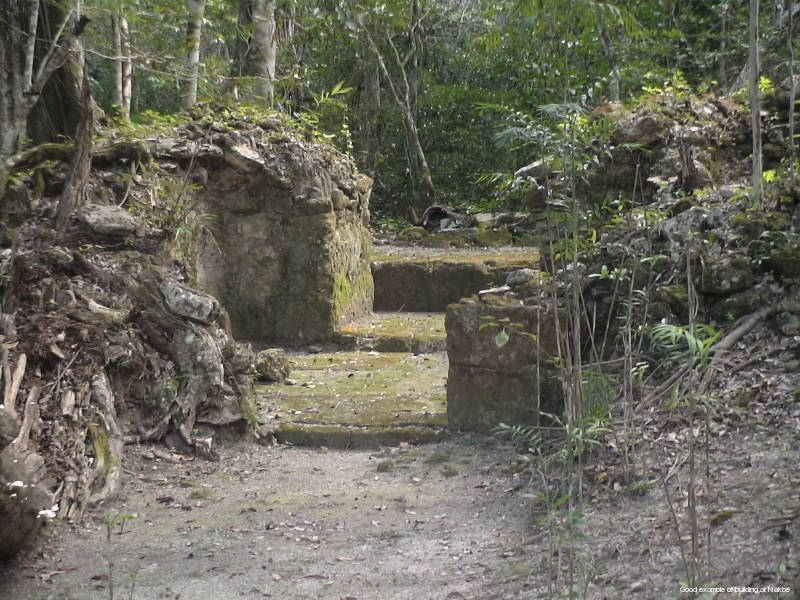
Ruiny pałacu

Dwa najstarsze kompleksy architektoniczne w Nakbe dzielą się na grupę Wschodnią i Zachodnią.
Główną konstrukcją w Grupie Zachodniej jest ścięta, triadyczna piramida znana jako Struktura I. Jest to najwyższa budowla w mieście, wznosząca się na wysokość 46 metrów. Boki głównych schodów prowadzących na szczyt zdobią ogromne stiukowe maski majańskich bóstw o rozmiarach 5 m wysokości i 11 m szerokości. Na szczycie piramidy znajduje się główna świątynia, a po jej bokach dwie mniejsze. Dziedziniec przed piramidą otoczony jest przez sześć świątyń ze schodami, również ozdobionymi stiukowymi maskami.
Grupa Wschodnia składa się z kilku piramidalnych konstrukcji oraz platform, które są zdominowane przez tzw. Strukturę 59 o wysokość 31 metrów. Jej szczyt wieńczą trzy małe świątynie, wzniesione w „stylu triadycznym”, rozpowszechnionym w późnym okresie preklasycznym. Platforma na której wznosi się piramida ma wymiary 128×125 metrów i zajmuje powierzchnię 16 000 m². W Grupie Wschodniej znajduje się także datowana na 500–200 rok p.n.e. Stela 1, która przedstawia scenę z mitu kreacyjnego Majów, znaną z księgi Popol Vuh narodu Kicze. Pierwotnie stela mierzyła 3,4 m wysokości, ale została rozbita na liczne fragmenty prawdopodobnie w wyniku napaści Teotihuacán na El Mirador i Nakbe pod koniec okresu preklasycznego.
Na północny zachód od Grupy Zachodniej znajduje się Grupa Kodeks. Kompleks ten był zamieszkiwany i powiększany przez napływ osadników majańskich w okresie klasycznym (600–900 n.e.), gdy miasto było już w dużej mierze opuszczone i nie powstawały żadne większe budowle. Chociaż nowe osadnictwo trwało krótko, to wytworzył się w tym czasie wyrafinowany styl ceramiczny, zwany „stylem Kodeks”. Ceramikę tę produkowano zarówno w Nakbe, jak i w El Mirador.

## Odkrycie i badania
Miasto zostało odkryte w 1930 roku dzięki zdjęciom lotniczym regionu, ale pierwsze badania oraz mapy sporządził w 1962 roku archeolog Ian Graham. On również nadał miastu nazwę. W latach 80. i 90. XX wieku prace badawcze rozpoczął Instytut Geofizyki i Nauk Planetarnych UCLA oraz Instytut Antropologii i Historii Gwatemali. Połączone wysiłki obu ośrodków zaowocowały projektem RAINPEG, którym kierował dr Richard D. Hansen. Na podstawie badań wysnuto przypuszczenia, że tereny Nakbe zostały zasiedlone w okresie formatywnym (ok. 1400–1000 roku p.n.e.).
Badacze zauważyli że wielkie kompleksy placów i piramid zostały zbudowane z pochyłymi powierzchniami, po których deszcz mógł spływać do zbiorników niezbędnych do zaopatrzenia dużej populacji miasta w wodę podczas pory suchej.
Zlokalizowano również rozległy system kamieniołomów, który był ważny dla miasta ze względu na wydobywany wapień, kluczowy budulec wielu dużych świątyń. Podczas wykopalisk archeolodzy odnaleźli 23 kamienne narzędzia, które służyły do cięcia wapiennych bloków. Narzędzia te składały się z dwustronnych kilofów i toporów, kamiennych młotków oraz łuskowych rdzeni wykonanych z czertu.